# Соломирский, Владимир Дмитриевич
Владимир Дмитриевич Соломирский (1802 — 13 мая 1884) — русский поэт-дилетант, путешественник по Сибири, младший брат горнозаводчика П. Д. Соломирского.
Родился вне брака от связи дипломата Д. П. Татищева с Натальей Колтовской, дочерью миллионера А. Ф. Турчанинова. В 1817 году поступил на службу в Дворянский полк. С 1820 года прапорщик Конно-артиллерийской роты. В 1823 году «за болезнью» вышел в отставку.
Унаследовав часть состояния деда, стал одним из богатейших помещиков Владимирской губернии и завидным женихом. Весной 1827 года в Москве в доме Урусовых познакомился с Пушкиным. Поэт подарил Соломирскому томик Байрона с дружеской надписью. 15 апреля 1827 года он вызвал Пушкина на дуэль из-за спора за сердце красавицы Софьи Урусовой, которая приходилась Соломирскому двоюродной сестрой. Ссора была улажена «дружными усилиями» Муханова, Соболевского и Шереметева.
После случившегося Соломирский уехал на Урал. В 1830 году был назначен отвечать за делопроизводство в экспедиции Павла Шиллинга, направленной в Восточную Сибирь для обследования положения населения и состояния торговли у российско-китайской границы. Экспедиция продолжалась два года. В 1832 году был пожалован в камер-юнкеры и по прошению переведен в департамент уделов, где служил до 1846 года. В 1835 году получил чин титулярного советника. В это время Соломирский жил в Тобольске, и Пушкин просил его прислать ему сведения о Ермаке.
Был человеком образованным, хорошо знал английский язык. Будучи поклонником Байрона, подражал ему в стихах. С. М. Дельвиг называла Соломирского «одним из величайших фатов, но с талантами, и прекрасным музыкантом». Под впечатлением от доктрины Галля увлекся физиогномикой и написал труд «Опыт руководства к познанию природы по наружным её признакам, введение в физиогномику человека» (СПб., 1835).
В 1860 году на три года был избран уездным предводителем дворянства Гороховецкого уезда Владимирской губернии. В 1861 году был причислен к Министерству внутренних дел. В 1865 году произведен в коллежские асессоры. Соломирский жил с семьей в Петербурге или в Царском Селе, где ему принадлежало три дома. В 1862 году с женой был причислен к санкт-петербургскому дворянству.
Граф С. Д. Шереметев вспоминал, что в 1863 году Соломирский «был довольно дряхл и большой чудак, составивший в свете известность как френолог, он занимался предсказанием будущего по линиям рук». В 1867, 1868 и 1872 годах ездил на несколько месяцев на лечение за границу. После смерти старшего брата Соломирский неудачно судился с племянником Дмитрием по поводу владения турчаниновскими заводами. В конце 1870-х годов жил в крайне стесненном материальном положение. Скончался в мае 1884 года в Вене, похоронен в России.

## Семья
Первая жена (с 1832 года) — графиня Мария Петровна Апраксина (1811—1859), дочь графа Петра Ивановича Апраксина (1784—1852) и Елизаветы Андреевны Кузминой-Караваевой. Будучи страстной поклонницей творчества Лермонтова, она направила поэту, находившемуся под арестом за участие в дуэли, письмо без подписи. Однако Лермонтов разгадал адресата и посвятил Марии Петровне известное стихотворение «Над бездной адскою блуждая…». Потомства не было.
Вторая жена (с 12 января 1861 года) — Мария Александровна Кавелина (30.12.1828—1895), дочь генерала А. А. Кавелина. Родилась в Петербурге, крещена 22 января 1829 года в церкви Больницы для бедных при восприемстве графа Н. В. Адлерберга и Ю. Ф. Адлерберг; фрейлина двора. Венчалась в придворной церкви Зимнего дворца. Похоронена на кладбище Пятигорского Богородского женского монастыря. Родила мужу двоих детей:
- Эммануил (06.04.1863[5]— ?), крещен 10 мая 1863 года церкви Царскосельского дворца при восприемстве императора Александра II и бабушки М. П. Кавелиной; обучался в Петербургском университете, по отзыву Рериха, был человек «удивительный» и «талантливый». Увлекался поэзией и музыкой. В 1901 году был издан сборник  его романсов. В браке с Марией Петровной Золотницкой имел сына Мануила (1896—1906).
- Мария (09.02.1865[6]— ?), крещена 3 марта 1865 года в Симеоновской церкви при восприемстве графини М. В. Адлерберг (заочно), бабушки М. П. Кавелиной и графа И. К. Ламберта; жена (с 10 февраля 1888 года) бессарабского помещика Владимира Николаевича Крупенского (1855—1888), венчались в г. Мерат в Южном Тироле[7].